# トラヴェージオ
トラヴェージオ（伊: Travesio）は、イタリア共和国フリウリ＝ヴェネツィア・ジュリア州ポルデノーネ県にある、人口約1,800人の基礎自治体（コムーネ）。

## 地理

### 位置・広がり

#### 隣接コムーネ
隣接するコムーネは以下の通り。
- カステルノーヴォ・デル・フリーウリ
- メドゥーノ
- ピンツァーノ・アル・タリアメント
- セクアルス
- トラモンティ・ディ・ソット

### 気候分類・地震分類
トラヴェージオにおけるイタリアの気候分類 (it) および度日は、zona E, 2746 GGである。
また、イタリアの地震リスク階級 (it) では、zona 1 (sismicità alta) に分類される。

## 文化・観光
分離集落 Toppoは、「イタリアの最も美しい村」クラブの加盟メンバーである。